# Método en V
El Método-V define un procedimiento uniforme para el desarrollo de productos para las TIC. Es el estándar utilizado para los proyectos de la Administración Federal alemana y de defensa. Como está disponible públicamente muchas compañías lo usan. Es un método de gestión de proyectos comparable a PRINCE2 y describe tanto métodos para la gestión como para el desarrollo de sistemas.

## Descripción general

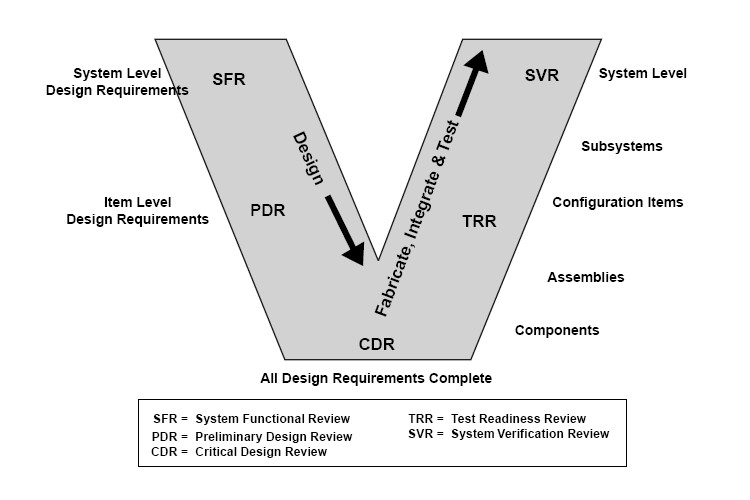
Representación del método en V

Es una representación gráfica del ciclo de vida del desarrollo de sistemas. En él se resumen las principales medidas que deben adaptarse en relación con las prestaciones correspondientes en el marco del sistema informático de validación.
Es un proceso que representa la secuencia de pasos en el desarrollo del ciclo de vida de un proyecto. Se describen las actividades y resultados que deben producirse durante el desarrollo del producto. 
El lado izquierdo de la V representa la descomposición de las necesidades, y la creación de las especificaciones del sistema. El lado derecho de la V representa la integración de las piezas y su verificación. V significa «Verificación y validación». Es muy similar al modelo de la cascada clásico ya que es muy rígido y contiene una gran cantidad de iteraciones.
La versión Método-V XT se terminó en febrero del 2005. No es comparable con CMMI. Mientras que CMMI solo describe «qué» se ha hecho, el Método-V XT describe el «cómo» y el «cuándo» y «quién» es el responsable de haberlo hecho.

## Objetivos
El Método-V fue desarrollado para regular el proceso de desarrollo de software por la Administración Federal Alemana. Describe las actividades y los resultados que se producen durante el desarrollo del software.
Proporciona una guía para la planificación y realización de proyectos. Los siguientes objetivos están destinados a ser alcanzados durante la ejecución del proyecto:
Minimización de los riesgos del proyecto
Mejora la transparencia del proyecto y control del proyecto, especificando los enfoques estandarizados, describe los resultados correspondientes y funciones de responsabilidad. Permite una detección temprana de las desviaciones y los riesgos y mejora la gestión de procesos, reduciendo así los riesgos del proyecto.
Mejora y Garantía de Calidad
Como un modelo de proceso estándar, asegura que los resultados que se proporcionan sean completos y contengan la calidad deseada. Los resultados provisionales definidos se pueden comprobar en una fase temprana. La uniformidad en el contenido del producto mejora la legibilidad, comprensibilidad y verificabilidad.
Reducción de los gastos totales durante todo el proyecto y sistema de Ciclo de Vida
El esfuerzo para el desarrollo, producción, operación y mantenimiento de un sistema puede ser calculado, estimado y controlado de manera transparente mediante la aplicación de un modelo de procesos estandarizados. Reduciendo la dependencia en los proveedores y el esfuerzo para las siguientes actividades y proyectos.
Mejora de la comunicación entre todos los inversionistas
La descripción estandarizada y uniforme de todos los elementos pertinentes y términos es la base para la comprensión mutua entre todos los inversionistas. De este modo, se reduce la pérdida por fricción entre el usuario, comprador, proveedor y desarrollador.

## Partes del método
El Método-V es una representación gráfica del ciclo de vida del desarrollo del sistema. Resume los pasos principales que hay que tomar en conjunción con las correspondientes entregas de los sistemas de validación.
La corriente de especificación (parte izquierda, Project definition) consiste principalmente de:
- Conceptos de operaciones: qué debe hacer el sistema a grandes rasgos.
- Requisitos del sistema y arquitectura del mismo.
- Diseño detallado.

La corriente de pruebas (parte derecha, Project test and integration), por su parte, suele consistir de:
- Integración de las distintas partes, prueba y verificación de las mismas.
- Verificación y validación del sistema en conjunto.
- Mantenimiento del sistema.

La corriente de desarrollo puede consistir (depende del tipo de sistema y del alcance del desarrollo) en personalización, configuración o codificación.